# Равиоли
Равио́ли (итал. ravioli) — итальянские макаронные изделия из теста с различной начинкой. 
Изготавливаются из пресного теста в виде полумесяца, эллипса или квадрата с фигурным обрезом края. Затем могут либо отвариваться, либо обжариваться в масле, во втором случае их подают к бульонам или супам. Начинка может быть мясной, рыбной, из птицы, овощей или фруктов.

Приготовление равиоли с начинкой из рикотты

Равиоли впервые упоминаются в итальянской литературе в XIII веке, в «Хронике» Салимбене Пармского (ум. 1288), то есть ещё до возвращения Марко Поло из Китая, и поначалу считались сицилийским блюдом, что, возможно, указывает на заимствование этого блюда у других средиземноморских народов.
Равиоли, наполненные сыром халлуми, — традиционное блюдо Кипра, вероятно, оставшееся со времён венецианского господства на острове. Они варятся в курином бульоне и подаются с тёртым сыром и веточкой мяты.
Консервированные равиоли были использованы итальянской армией во время Первой мировой войны, и после стали популяризованы такими компаниями, как Heinz и Buitoni в Великобритании и Европе, Chef Boyardee в США. Консервированные равиоли обычно делаются с начинкой из говядины, сыра, курицы, итальянской колбасы и подаются обычно с томатным, мясным или сырным соусом. Запечённые равиоли были впервые приготовлены в Сент-Луисе, штат Миссури.